# „Isten hozott, kedves vendég!” fesztivál
Az „Isten hozott, kedves vendég!” (horvátul: "Dobro došli, naši mili gosti!") fesztivál a magyarországi és a környező országokban élő horvátok egyik nagy fesztiválja 1996 óta. A rendezvényt a Tanac Kulturális Egyesület valósítja meg, pályázati támogatásokra építve. 2011-ig a Pécsi Ifjúsági Ház adott otthont a rendezvénynek, 2012-ben és 2013-ban a pécsi Zsolnay Kulturális Negyedben rendezték meg a fesztivált, 2014-től a fesztivál visszatért régi helyére, Pécs belvárosába.

## Története
A fesztivált a kezdetektől kezdve 2011-ig a Pécsi Ifjúsági Házban rendezték meg, a felvonulások és egyes szabadtéri programok a belvárosban voltak. A belvárosban (leggyakrabban a Dóm téren) folklórműsort adtak, az esti főműsor az Ifjúsági Házban volt.

2005-ben Guinness-rekordkísérletként több mint 800 ember járta a kólót a Széchenyi tér körül.

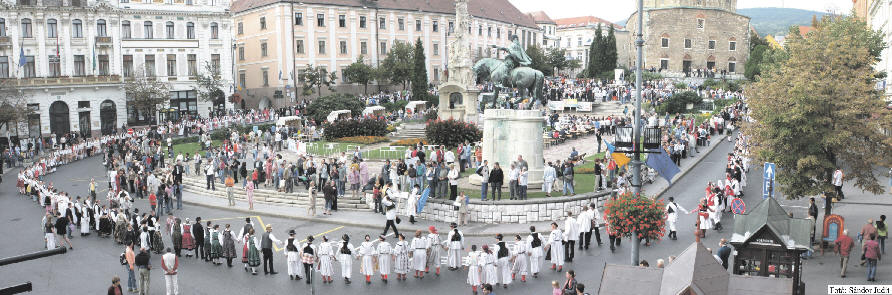
Kóló a Széchenyi tér körül, Pécs.

## Fellépők
A fesztiválon a horvát nyelvterületekről (Horvátország, Bosznia-Hercegovina, Szerbia, Ausztria, Magyarország) érkező együttesek (általában néptánccsoportok) lépnek fel. A résztvevők listája itt található.
2008-ban Bulgária volt a fesztivál vendége.

## Mellékprogramok
Az évek során többször mellékprogramokat is szerveztek, dudafesztivált, képzőművészeti- és fotókiállításokat és a néphagyománnyal kapcsolatos vásárokat.